# スティッキー・トフィー・プディング

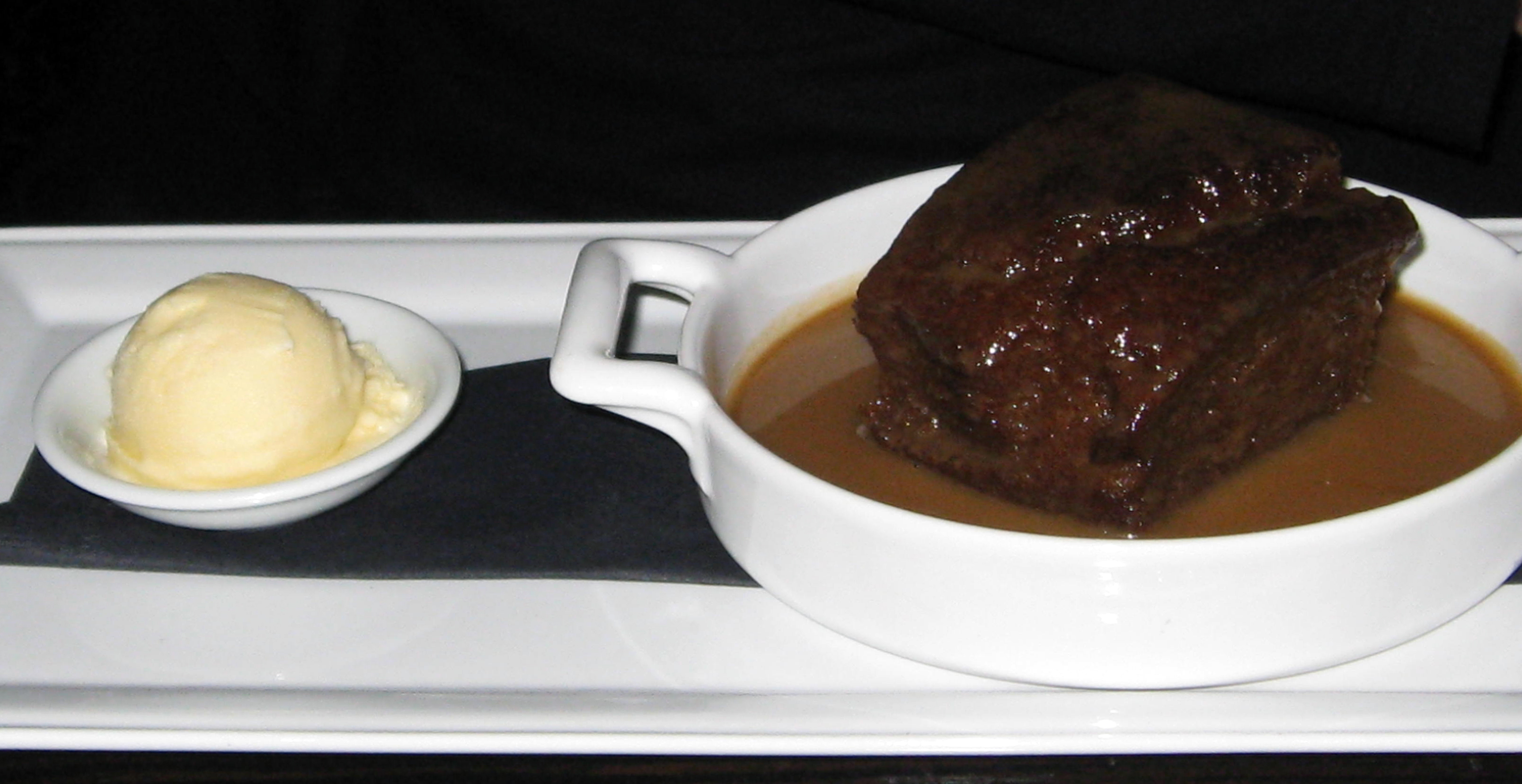
スティッキー・トフィー・プディングの例（バニラアイス別添え）

スティッキー・トフィー・プディング（英語: sticky toffee pudding）は、イギリスの伝統的なプディング。温かい状態で提供されるプディングであり、「冬のプディング」と呼ばれる。代表的なプディングの1つである。

## 概要
「スティッキー」は「ねっとりとした味と食感」を表す語であり、その名の通りの味と食感をしている。この味と食感はデーツ（dates、ナツメヤシの実）によるものであり、オーブンなどで焼くのではなく時間をかけて蒸す調理法によるものである。
形状には決まりはなく、丸形や四角形の小さなケーキ型で作られることもあれば、大きく作って切り分けることもある。
甘いトフィーソースをかけて、温かいうちに食べる。
パブでも提供されており、提供する店ごとにさまざまなレシピがある。甘みをつける甘味料をとっても、ブラウンシュガー、糖蜜、メイプルシロップ、ゴールデン・カスター・シュガー（golden caster sugar、スクロースの一種）、黒糖などさまざまレシピがある。
冷たいバニラアイスクリームが添えられるレシピもある。

## 歴史
スティッキー・トフィー・プディングの発祥については諸説あるが、以下の2説が有力とされる。
- イングランド北西部のカンブリアの村・カートメル（英語版）のヴィレッジショップで考案された。
- イングランド北西部のカンブリアのホテル・シャロウ・ベイ・カントリーハウス（英語版）のシェフが考案した。

これ以外にも、「1971年に出版されたカンブリア以外の地方のシェフのレシピに掲載されていた」、「イギリスではなくカナダ発祥」という説もある。

## 人気
- イギリス国民全般に人気が高い[2]。
- キャサリン妃の好物とされる[2]。
- 2012年にアンジェリーナ・ジョリーとブラッド・ピットがイギリスを訪れた際に食し、スティッキー・トフィー・プディングのとりこになったと伝えられている[1]。